# Став (Любуське воєводство)
Став (пол. Staw, нім. Staffelde) — село в Польщі, у гміні Любішин Ґожовського повіту Любуського воєводства.
Населення — 568 осіб (2011).

## Демографія
Демографічна структура станом на 31 березня 2011 року:
|          | Загалом | Допрацездатний вік | Працездатний вік | Постпрацездатний вік |
| -------- | ------- | ------------------ | ---------------- | -------------------- |
| Чоловіки | 300     | 65                 | 199              | 36                   |
| Жінки    | 268     | 52                 | 152              | 64                   |
| Разом    | 568     | 117                | 351              | 100                  |